# 腺叶蔷薇
腺叶蔷薇（学名：Rosa kokanica），为蔷薇科蔷薇属下的一个植物种。